# Ezio Borgo
Ezio Borgo (Genova, 20 novembre 1907 – Avigliana, 3 luglio 1970) è stato un calciatore italiano, di ruolo centrocampista.

## Carriera
Giocò con Juventus, Casale, Messina, Intra, Aosta, Grosseto ed Ivrea.

## Palmarès

### Club

#### Competizioni regionali
- Seconda Divisione: 1

Aosta: 1934-1935 (girone piemontese)